# لوسيل واتسون
لوسيل واتسون (بالإنجليزية: Lucile Watson)‏ هي ممثلة كندية، ولدت في 27 مايو 1879 في كندا، وتوفيت في 24 يونيو 1962 بنيويورك في الولايات المتحدة بسبب نوبة قلبية. بدأت مشوارها المهني سنة 1916.

## أعمال

### أفلام
- (1936) ثلاث فتيات ذكيات
- (1936) حديقة الله
- (1941) الكذبة الكبرى
- (1943) مشاهدة نهر الراين
- (1946) أغنية الجنوب[5]
- (1946) حد الشفرة
- (1950) نساء صغيرات

## ترشيحات
- جائزة الأوسكار لأفضل ممثلة مساعدة، عن عمل: مشاهدة نهر الراين (1943)

## وصلات خارجية
- لوسيل واتسون على موقع IMDb (الإنجليزية)
- لوسيل واتسون على موقع ألو سيني (الفرنسية)
- لوسيل واتسون على موقع تيرنر كلاسيك موفيز (الإنجليزية)
- لوسيل واتسون على موقع أول موفي (الإنجليزية)
- لوسيل واتسون على موقع قاعدة بيانات برودواي على الإنترنت (الإنجليزية)
- لوسيل واتسون على موقع قاعدة بيانات الأفلام السويدية (السويدية)
- لوسيل واتسون على موقع إن إن دي بي (الإنجليزية)
- لوسيل واتسون على موقع قاعدة بيانات الفيلم (الإنجليزية)
- لوسيل واتسون على موقع كينوبويسك (الروسية)